# Llista de monuments de Castellet i la Gornal
Llista de monuments de Castellet i la Gornal inclosos en l'Inventari del Patrimoni Arquitectònic de Catalunya localitzats al municipi de Castellet i la Gornal (Alt Penedès). Inclou els inscrits en el Registre de Béns Culturals d'Interès Nacional (BCIN) catalogats com a monuments històrics i els béns culturals d'interès local (BCIL) de caràcter arquitectònic.
| Monument                                                                                                 | Protecció   | Estil/època                       | Localització                                                     | Coordenades                                          | Codi?         | Imatge |
| --- | ----------- | --------------------------------- | ---------------------------------------------------------------- | ---------------------------------------------------- | ------------- | --- |
| Castell de Castellet, Castell de Sant Esteve                                                             | BCIN 648-MH | Romànic, gòtic XI-XII, XIV-XV, XX | Castellet i la Gornal C. del Castell, 36                         | 41° 15′ 53″ N, 1° 38′ 10″ E / 41.264638°N,1.636158°E | RI-51-0005356 | Castell de Castellet (Castellet i la Gornal) · Vegeu més fotos d'aquest monument · Carregueu una nova foto d'aquest monument                              |
| Castell nou de la Gornal                                                                                 | BCIN 649-MH | Obra popular Medieval             | Castellet i la Gornal Camí vell de Clariana                      | 41° 15′ 06″ N, 1° 36′ 13″ E / 41.25161°N,1.603547°E  | RI-51-0005357 | Carregueu una nova foto d'aquest monument |
| Església parroquial de Sant Esteve de Castellet, Sant Esteve d'en Llopard o Sant Esteve de les Massuques | BCIL 2005   | Romànic XII-XIII                  | Castellet i la Gornal Les Masuques                               | 41° 17′ 18″ N, 1° 38′ 24″ E / 41.28821°N,1.64°E      | IPA-2546      | Església parroquial de Sant Esteve de Castellet (Castellet i la Gornal) · Vegeu més fotos d'aquest monument · Carregueu una nova foto d'aquest monument   |
| La Porxada                                                                                               |             | Historicisme XIX                  | Castellet i la Gornal Camí de Can Cassanyes                      | 41° 18′ 14″ N, 1° 37′ 01″ E / 41.30391°N,1.61686°E   | IPA-2547      | La Porxada (Castellet i la Gornal) · Vegeu més fotos d'aquest monument · Carregueu una nova foto d'aquest monument                                        |
| Caseriu Bladet, Restaurant Can Nico                                                                      | BCIL 2005   | Obra popular                      | Castellet i la Gornal Ctra. BV 21115, km 10                      | 41° 15′ 19″ N, 1° 38′ 18″ E / 41.25528°N,1.63837°E   | IPA-2548      | Caseriu Bladet (Castellet i la Gornal) · Vegeu més fotos d'aquest monument · Carregueu una nova foto d'aquest monument                                    |
| Església parroquial de Sant Pere de Castellet                                                            | BCIL 2005   | Romànic XII                       | Castellet i la Gornal Pl. de l'Església                          | 41° 15′ 54″ N, 1° 38′ 13″ E / 41.26487°N,1.63695°E   | IPA-2549      | Església parroquial de Sant Pere de Castellet (Castellet i la Gornal) · Vegeu més fotos d'aquest monument · Carregueu una nova foto d'aquest monument     |
| Cal Cassanyes                                                                                            | BCIL 2005   | Obra popular, barroc XVII         | Castellet i la Gornal Camí de Cal Cassanyes, s/n                 | 41° 17′ 53″ N, 1° 36′ 39″ E / 41.29806°N,1.61088°E   | IPA-2550      | Cal Cassanyes (Castellet i la Gornal) · Vegeu més fotos d'aquest monument · Carregueu una nova foto d'aquest monument                                     |
| Bodegues Cassanyes                                                                                       | BCIL 2004   | Noucentisme XX                    | Castellet i la Gornal Camí de Can Cassanyes                      | 41° 17′ 53″ N, 1° 36′ 38″ E / 41.29815°N,1.61063°E   | IPA-2551      | Carregueu una nova foto d'aquest monument |
| Edifici de l'antiga fàbrica de vidre, la Fàbrica                                                         |             | Eclecticisme XIX Final            | Castellet i la Gornal Camí de Can Cassanyes                      | 41° 18′ 02″ N, 1° 36′ 55″ E / 41.30058°N,1.61528°E   | IPA-2552      | Edifici de l'antiga fàbrica de vidre (Castellet i la Gornal) · Vegeu més fotos d'aquest monument · Carregueu una nova foto d'aquest monument              |
| Església parroquial de Sant Pere de la Gornal i casa rectoral                                            | BCIL 2005   | Obra popular XII-XVI, XX          | Castellet i la Gornal Pl. de la Vila, la Gornal                  | 41° 15′ 15″ N, 1° 35′ 31″ E / 41.25416°N,1.59191°E   | IPA-2553      | Església parroquial de Sant Pere de la Gornal (Castellet i la Gornal) · Vegeu més fotos d'aquest monument · Carregueu una nova foto d'aquest monument     |
| Temple de la Mare de Déu de Montserrat o Sant Jaume                                                      | BCIL 2005   | Darreres tendències XX            | Castellet i la Gornal Clariana, ctra. a Castellet                | 41° 14′ 42″ N, 1° 37′ 06″ E / 41.24493°N,1.61843°E   | IPA-2554      | Temple de la Mare de Déu de Montserrat (Castellet i la Gornal) · Vegeu més fotos d'aquest monument · Carregueu una nova foto d'aquest monument            |
| Església parroquial de Sant Marçal                                                                       |             |                                   | Castellet i la Gornal Sant Marçal                                | 41° 18′ 35″ N, 1° 36′ 10″ E / 41.30981°N,1.60287°E   | IPA-2555      | Església parroquial de Sant Marçal (Castellet i la Gornal) · Vegeu més fotos d'aquest monument · Carregueu una nova foto d'aquest monument                |
| Aqüeducte de les Aigües a Vilanova i la Geltrú                                                           |             | Obra popular                      | Castellet i la Gornal Actualment dintre el pantà de Foix         | 41° 15′ 46″ N, 1° 38′ 25″ E / 41.26265°N,1.64027°E   | IPA-15878     | Carregueu una nova foto d'aquest monument |
| Aqüeducte de les Aigües a Vilanova i la Geltrú II                                                        |             | Obra popular                      | Castellet i la Gornal Ctra. de Castellet a Vilanova, km 8-9      | 41° 15′ 23″ N, 1° 39′ 15″ E / 41.25628°N,1.65406°E   | IPA-15879     | Aqüeducte de les Aigües a Vilanova i la Geltrú II (Castellet i la Gornal) · Vegeu més fotos d'aquest monument · Carregueu una nova foto d'aquest monument |
| Pont de les Masuques                                                                                     | BCIL 2005   | Obra popular                      | Castellet i la Gornal A tocar de l'església de les Masuques      | 41° 17′ 17″ N, 1° 38′ 20″ E / 41.28805°N,1.639°E     | IPA-15880     | Pont de les Masuques (Castellet i la Gornal) · Vegeu més fotos d'aquest monument · Carregueu una nova foto d'aquest monument                              |
| Molí de Can Galtés                                                                                       |             | Obra popular XIII-XIV             | Castellet i la Gornal                                            | 41° 14′ 39″ N, 1° 39′ 42″ E / 41.24409°N,1.66176°E   | IPA-15881     | Molí de Can Galtés (Castellet i la Gornal) · Vegeu més fotos d'aquest monument · Carregueu una nova foto d'aquest monument                                |
| Molí del Xoriguera                                                                                       |             | Obra popular                      | Castellet i la Gornal Esquerra del riu Foix                      | 41° 15′ 03″ N, 1° 39′ 20″ E / 41.25087°N,1.65555°E   | IPA-15882     | Carregueu una nova foto d'aquest monument |
| Molí Nou de Castellet                                                                                    |             | Obra popular                      | Castellet i la Gornal Esquerra del riu Foix, dins l'embassament  | 41° 15′ 42″ N, 1° 38′ 03″ E / 41.26172°N,1.63414°E   | IPA-15883     | Carregueu una nova foto d'aquest monument |
| Molí del Llopart                                                                                         |             | Obra popular                      | Castellet i la Gornal Descampat a la dreta del riu Foix          | 41° 17′ 18″ N, 1° 38′ 25″ E / 41.28838°N,1.64025°E   | IPA-15884     | Carregueu una nova foto d'aquest monument |
| Molí Vell de Castellet                                                                                   |             | Obra popular                      | Castellet i la Gornal Sota Castellet, a l'esquerra del riu Foix  | 41° 15′ 54″ N, 1° 38′ 06″ E / 41.26512°N,1.63491°E   | IPA-15885     | Carregueu una nova foto d'aquest monument |
| Ermita de la Santa Maria de Muntanyans                                                                   | BCIL 2005   | Obra popular                      | Castellet i la Gornal                                            | 41° 18′ 12″ N, 1° 37′ 54″ E / 41.303200°N,1.631650°E | IPA-34747     | Ermita de la Mare de Déu de Muntanyans (Castellet i la Gornal) · Vegeu més fotos d'aquest monument · Carregueu una nova foto d'aquest monument            |
| Conjunt de Castellet                                                                                     | BCIL 2005   |                                   | Castellet i la Gornal                                            | 41° 15′ 49″ N, 1° 38′ 05″ E / 41.2637°N,1.6346°E     | IPA-34749     | Conjunt de Castellet (Castellet i la Gornal) · Vegeu més fotos d'aquest monument · Carregueu una nova foto d'aquest monument                              |
| Conjunt de Torrelletes                                                                                   | BCIL 2005   | Obra popular                      | Castellet i la Gornal                                            | 41° 16′ 41″ N, 1° 39′ 11″ E / 41.2780°N,1.6531°E     | IPA-34750     | Conjunt de Torrelletes (Castellet i la Gornal) · Vegeu més fotos d'aquest monument · Carregueu una nova foto d'aquest monument                            |
| Ermita de Nostra Senyora de Lourdes, Ermita de la Mare de Déu de Lourdes i del Loreto                    | BCIL 2005   | Historicisme XIX                  | Castellet i la Gornal Camí des de ctra. BV-2115, km 6,5          | 41° 14′ 45″ N, 1° 39′ 47″ E / 41.2458°N,1.66312°E    | IPA-34751     | Ermita de la Mare de Déu de Lourdes (Castellet i la Gornal) · Vegeu més fotos d'aquest monument · Carregueu una nova foto d'aquest monument               |
| Palau Feudal                                                                                             | BCIL 2005   |                                   | Castellet i la Gornal C. del Castell, 27-31                      | 41° 15′ 52″ N, 1° 38′ 07″ E / 41.26436°N,1.63537°E   | IPA-39582     | Palau Feudal (Castellet i la Gornal) · Vegeu més fotos d'aquest monument · Carregueu una nova foto d'aquest monument                                      |
| Cal Gener                                                                                                | BCIL 2005   | Obra popular                      | Castellet i la Gornal C. del Castell, 32                         | 41° 15′ 51″ N, 1° 38′ 08″ E / 41.26419°N,1.63552°E   | IPA-39583     | Cal Gener (Castellet i la Gornal) · Vegeu més fotos d'aquest monument · Carregueu una nova foto d'aquest monument                                         |
| Cal Llaveries                                                                                            | BCIL 2005   | Obra popular                      | Castellet i la Gornal C. del Castell, 18                         | 41° 15′ 50″ N, 1° 38′ 06″ E / 41.26375°N,1.63495°E   | IPA-39584     | Cal Llaveries (Castellet i la Gornal) · Vegeu més fotos d'aquest monument · Carregueu una nova foto d'aquest monument                                     |
| Cal Tomàs                                                                                                | BCIL 2005   | Obra popular                      | Castellet i la Gornal C. del Castell, 2                          | 41° 15′ 47″ N, 1° 38′ 03″ E / 41.26292°N,1.63406°E   | IPA-39585     | Cal Tomàs (Castellet i la Gornal) · Modifica el valor a Wikidata · Carregueu una nova foto d'aquest monument                                              |
| Forn del Fondo de la Garsosa                                                                             |             | Obra popular                      | Castellet i la Gornal BV-2115, km 7.2                            |                                                      | IPA-40578     | Carregueu una nova foto d'aquest monument |
| Forn de calç del Fondo de la Bovera 1                                                                    |             | Obra popular                      | Castellet i la Gornal                                            |                                                      | IPA-40581     | Carregueu una nova foto d'aquest monument |
| Forn de calç Fondo de Coma Pineda 2                                                                      |             | Obra popular                      | Castellet i la Gornal                                            |                                                      | IPA-40582     | Carregueu una nova foto d'aquest monument |
| Forn de calç del Fondo de Mas Carlus 2                                                                   |             | Obra popular                      | Castellet i la Gornal                                            |                                                      | IPA-40583     | Carregueu una nova foto d'aquest monument |
| Forn de calç del Fondo de la Bovera 2                                                                    |             | Obra popular                      | Castellet i la Gornal                                            |                                                      | IPA-40584     | Carregueu una nova foto d'aquest monument |
| Forn de calç del Fondo de la Bovera 3                                                                    |             | Obra popular                      | Castellet i la Gornal                                            |                                                      | IPA-40585     | Carregueu una nova foto d'aquest monument |
| Casa alta forn de calç                                                                                   |             | Obra popular                      | Castellet i la Gornal                                            |                                                      | IPA-40586     | Carregueu una nova foto d'aquest monument |
| Forn de calç del Turó de la Picarola                                                                     |             | Obra popular                      | Castellet i la Gornal Turó de la Picarola, bassa dels Garrapalls |                                                      | IPA-40587     | Carregueu una nova foto d'aquest monument |
| Antic forn de pa de Castellet                                                                            | BCIL 2014   | Obra popular XX                   | Castellet i la Gornal C. del Forn, 7                             | 41° 15′ 45″ N, 1° 38′ 01″ E / 41.262621°N,1.633618°E | IPA-42623     | Antic forn de pa de Castellet (Castellet i la Gornal) · Vegeu més fotos d'aquest monument · Carregueu una nova foto d'aquest monument                     |
| Antiga palanca sobre el riu Foix                                                                         |             | Obra popular                      | Castellet i la Gornal Riu Foix, Molí de Galtés                   | 41° 14′ 35″ N, 1° 39′ 38″ E / 41.24319°N,1.660542°E  | IPA-51011     | Carregueu una nova foto d'aquest monument |